# Olla Svensson
Olof (Olla) Arvid Svensson, född 1 mars 1943 i Arvika, är en svensk målare och tecknare.
Han är son till bokhandlaren Arvid Gustaf Svensson och Margit Gertrud Hedelin och gift med receptarie Ulla Margaretha Douhan. Svensson studerade först målning för Thore Andersson i Arvika innan han fortsatte sina konststudier vid Gerlesborgsskolan 1962 och vid Konstfackskolan i Stockholm 1963–1965 samt under studieresor till Frankrike och Spanien. Separat ställde han ut på Arvika konsttjällare och han medverkade i samlingsutställningar med Arvika konstförening. Hans konst består av figur- och landskapsmotiv utförda i olja, teckning, collage och blandteknik.